# 长蕊地榆
长蕊地榆（学名：Sanguisorba officinalis var. longifila）为蔷薇科地榆属下的一个变种。